# Elettrotreno MF 01
L'elettrotreno MF 01 (da Metro Fer 2001), anche noto come MF 2000 (Metro Fer 2000) è un convoglio ferroviario di ultima generazione, essenzialmente progettato per rimpiazzare, sulla rete metropolitana di Parigi, i treni di tipo MF 67. Opera sulle linee 2, 5 e 9.
Commissionato nel 2001 dalla RATP, è entrato in servizio a partire dal 2008 sulla linea 2 (Porte Dauphine - Nation).
A somiglianza del MP 89, tutti i suoi vagoni sono intercomunicanti, i posti a sedere per fila non sono più disposti a 2+2 (come sui MP 89 CC e i MF 67), ma a 2+1 (tipo MP 89 CA), con sedili più larghi. Le porte sono tre per lato su ogni carrozza.

## Storia

### Sostituire i MF 67
Nel terzo millennio la RATP ha intrapreso la via della sostituzione dei convogli ferroviari metropolitani in servizio da più tempo (da 35 a 45 anni). Tra le operazioni più considerevoli vi era senza dubbio quella della sostituzione dei vecchi e diffusissimi MF 67.

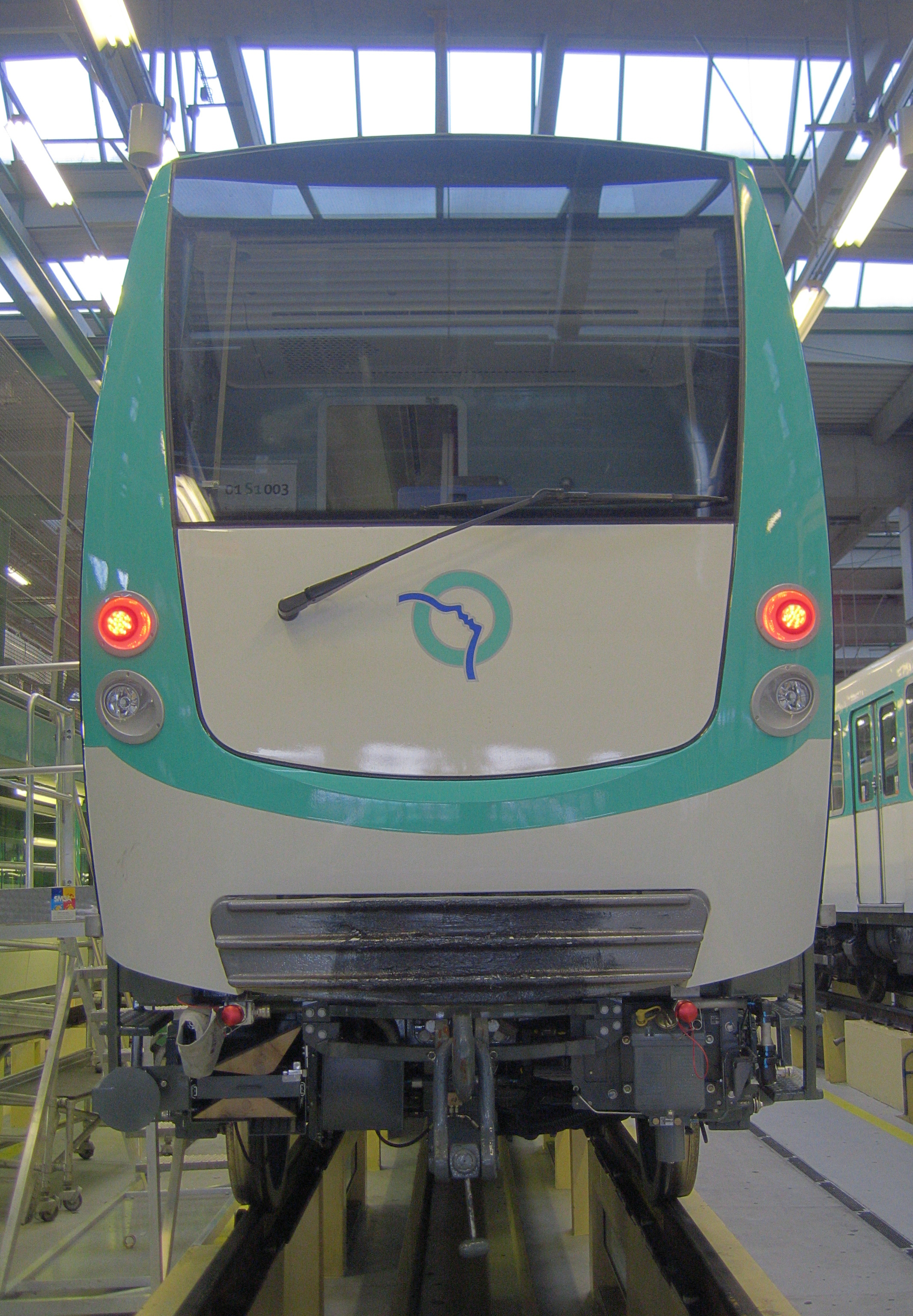
Avantreno del convoglio 003 al deposito di Bobigny nel 2008, prima della colorazione nera.

Tali treni nel 2006 avevano un'età media di servizio di 35 anni, pertanto la RATP nel febbraio 1998, emise una specifica per la costruzione del MF 2000 all'attenzione di tutti i costruttori europei, per rispettare le norme europee in materia di concorrenza e abbattere i costi.
Il 12 luglio 2001, dopo più di un anno di colloqui con le 34 imprese che risposero all'appello, l'azienda emise una commessa da 695 milioni di euro per lo studio del nuovo convoglio e la fornitura di 805 vetture (per 161 convogli), appaltata al consorzio Bombardier Transport, Alstom, Technicatome (poi divenuta Areva TA) e Ansaldo STS France (ex CSEE Transport).
Le linee interessate dovevano essere la 2, la 5 e la 9.

### I costruttori
Le nuove regole europee in materia di concorrenza imposero alla RATP di modificare la sua strategia d'appalto per la costruzione del MF 2000 e di bandire una gara aperta. Pertanto per la prima volta nella storia della metropolitana di Parigi le diverse parti di un treno sono state appaltate separatamente a ditte diverse.
Le imprese scelte sono state:
- Areva TA, supervisiona il progetto e fornisce gli apparati informatici.
- Bombardier Transportation fornisce posti guida, carrelli e casse già dipinte. La produzione avviene nello stabilimento di Crespin presso Valenciennes, ma alcuni componenti sono fabbricati anche in Polonia e Repubblica Ceca.
- Alstom assembla, allestisce e testa le vetture a Valenciennes (Petite-Forêt), fornisce trazione e freni (stabilimenti di Tarbes e Ornans) e una parte dell'informatica (a Villeurbanne). Assicura altresì la manutenzione.
- Ansaldo STS France fornisce i sistemi di guida automatica e apertura porte.
- CETAM Automatismes, fornisce i cablaggi sotto scocca.

Tale lottizzazione ha rallentato parecchio lo sviluppo dei convogli, ma ha altresì ridotto del 30% le spese.

### Consegna
Il primo convoglio sperimentale, costruito nella fabbrica Alstom di Valenciennes e nello stabilimento Bombardier di Crespin, fu presentato alla stampa il 17 giugno 2005 da Anne-Marie Idrac, allora presidente della RATP. Le sperimentazioni partirono a gennaio 2006.
Dopo una prima fase di test "a vuoto", il 22 gennaio 2007 sono iniziati i test con passeggeri a bordo, sulla linea 2, a controllo manuale (mancando l'autorizzazione al controllo automatico).

#### Linea 2
- 3 gennaio 2006: il primo treno MF 01-001 viene consegnato RATP[2] per equipaggiare la linea 2.
- 2 ottobre 2008: il suddetto treno entra in servizio sulla linea 2 dopo che il secondo convoglio, il MF 01-002, viene presentato al pubblico a Porte de Versailles, sulla linea 12[3].
- metà febbraio 2009: 12 convogli sono operativi sulla linea 2[2].
- fine luglio 2009: il MF 01-002 è il primo treno della serie a operare pilotaggio automatico (PA) con passeggeri.
- fine settembre 2009: il PA viene disattivato sugli MF 01 a causa dei guasti eccessivi.
- metà novembre 2009: 23 treni in servizio[2].
- metà luglio 2010: dopo numerosi test, il PA viene progressivamente reintrodotto. 34 treni sono operativi.
- fine marzo 2011: termina la consegna dei treni con l'arrivo del MF 01-045[2].

#### Linea 5
- inizio maggio 2010: sulla linea 5 entra in servizio sperimentalmente il treno MF 01-048[2].
- metà giugno 2010: il convoglio MF 01-049 viene consegnato e, ai primi di settembre 2010, viene convertito per effettuare i test del sistema OCTYS sulla linea 8 a Porte de Charenton[2].
- metà giugno 2011: quattro treni (MF 01-047, MF 01-050, MF 01-051 e MF 01-052) entrano in servizio passeggeri sulla linea 5[2][4].
- inizio agosto 2011: dodici treni sono operativi sulla linea 5[2].
- metà aprile 2012: il treno OCTYS MF 01-049 lascia Porte de Charenton e viene parcheggiato al deposito di Bobigny. 25 treni sono operativi sulla linea 5[2].
- metà maggio 2012: il treno ex OCTYS MF 01-049 entra in servizio di linea. Il convoglio MF 01-047 lo sostituisce a Porte de Charenton per una nuova sessione di test[2].
- fine agosto 2012: il treno MF 01-047 entra in servizio sulla linea.
- metà ottobre 2012: sulla linea 5 sono operativi 37 treni.
- maggio 2013: entra in servizio l'ultimo treno commissionato, il MF 01-095.

#### Linea 9
Il 9 febbraio 2011 il consiglio di amministrazione dello STIF deliberò l'acquisto dei convogli (precedentemente solo opzionati) anche per la linea 9, per un costo di 330 milioni di euro.
La consegna fu fissata da maggio 2013 ad agosto 2016, subito dopo la fine della consegna dei treni alla linea 5.
L'allestimento non si discosta da quello impiegato sulle linee 2 e 5, anche per la climatizzazione.
Tali modelli presentano anche una nuova livrea, che aggiunge al bianco-verde RATP il grigio dello STIF.
A maggio 2013 i primi treni, identificati dai numeri MF 01-096 e MF 01-097 furono collaudati sulla linea 5; dal 21 ottobre 2013 sono in esercizio sulla linea 9 i treni MF 01-096, MF 01-097, MF 01-098 e MF 01-099.

## Parco mezzi
Stato del materiale al 3 novembre 2013.
- Chiave di lettura
  - S = carrozza semipilota;
  - N = motrice senza posto guida.

| Numero del treno | Composizione                                      | Committente | Stato                             | Linea di competenza        |
| ---------------- | ------------------------------------------------- | ----------- | --------------------------------- | -------------------------- |
| 001              | 01 S1 001-01 N1 001-01 N3 001-01 N2 001-01 S2 001 | RATP        | A Valenciennes per riallestimento | 9 (dopo il riallestimento) |
| 002              | 01 S1 002-01 N1 002-01 N3 002-01 N2 002-01 S2 002 | RATP        | Operativo                         | 2                          |
| 003              | 01 S1 003-01 N1 003-01 N3 003-01 N2 003-01 S2 003 | RATP        | Operativo                         | 2                          |
| 004              | 01 S1 004-01 N1 004-01 N3 004-01 N2 004-01 S2 004 | RATP        | Operativo                         | 2                          |
| 005              | 01 S1 005-01 N1 005-01 N3 005-01 N2 005-01 S2 005 | RATP        | Operativo                         | 2                          |
| 006              | 01 S1 006-01 N1 006-01 N3 006-01 N2 006-01 S2 006 | RATP        | Operativo                         | 2                          |
| 007              | 01 S1 007-01 N1 007-01 N3 007-01 N2 007-01 S2 007 | RATP        | Operativo                         | 2                          |
| 008              | 01 S1 008-01 N1 008-01 N3 008-01 N2 008-01 S2 008 | RATP        | Operativo                         | 2                          |
| 009              | 01 S1 009-01 N1 009-01 N3 009-01 N2 009-01 S2 009 | RATP        | Operativo                         | 2                          |
| 010              | 01 S1 010-01 N1 010-01 N3 010-01 N2 010-01 S2 010 | RATP        | Operativo                         | 2                          |
| 011              | 01 S1 011-01 N1 011-01 N3 011-01 N2 011-01 S2 011 | RATP        | Operativo                         | 2                          |
| 012              | 01 S1 012-01 N1 012-01 N3 012-01 N2 012-01 S2 012 | RATP        | Operativo                         | 2                          |
| 013              | 01 S1 013-01 N1 013-01 N3 013-01 N2 013-01 S2 013 | RATP        | Operativo                         | 2                          |
| 014              | 01 S1 014-01 N1 014-01 N3 014-01 N2 014-01 S2 014 | RATP        | Operativo                         | 2                          |
| 015              | 01 S1 015-01 N1 015-01 N3 015-01 N2 015-01 S2 015 | RATP        | Operativo                         | 2                          |
| 016              | 01 S1 016-01 N1 016-01 N3 016-01 N2 016-01 S2 016 | RATP        | Operativo                         | 2                          |
| 017              | 01 S1 017-01 N1 017-01 N3 017-01 N2 017-01 S2 017 | RATP        | Operativo                         | 2                          |
| 018              | 01 S1 018-01 N1 018-01 N3 018-01 N2 018-01 S2 018 | RATP        | Operativo                         | 2                          |
| 019              | 01 S1 019-01 N1 019-01 N3 019-01 N2 019-01 S2 019 | RATP        | Operativo                         | 2                          |
| 020              | 01 S1 020-01 N1 020-01 N3 020-01 N2 020-01 S2 020 | RATP        | Operativo                         | 2                          |
| 021              | 01 S1 021-01 N1 021-01 N3 021-01 N2 021-01 S2 021 | RATP        | Operativo                         | 2                          |
| 022              | 01 S1 022-01 N1 022-01 N3 022-01 N2 022-01 S2 022 | RATP        | Operativo                         | 2                          |
| 023              | 01 S1 023-01 N1 023-01 N3 023-01 N2 023-01 S2 023 | RATP        | Operativo                         | 2                          |
| 024              | 01 S1 024-01 N1 024-01 N3 024-01 N2 024-01 S2 024 | RATP        | Operativo                         | 2                          |
| 025              | 01 S1 025-01 N1 025-01 N3 025-01 N2 025-01 S2 025 | RATP        | Operativo                         | 2                          |
| 026              | 01 S1 026-01 N1 026-01 N3 026-01 N2 026-01 S2 026 | RATP        | Operativo                         | 2                          |
| 027              | 01 S1 027-01 N1 027-01 N3 027-01 N2 027-01 S2 027 | RATP        | Operativo                         | 2                          |
| 028              | 01 S1 028-01 N1 028-01 N3 028-01 N2 028-01 S2 028 | RATP        | Operativo                         | 2                          |
| 029              | 01 S1 029-01 N1 029-01 N3 029-01 N2 029-01 S2 029 | RATP        | Operativo                         | 2                          |
| 030              | 01 S1 030-01 N1 030-01 N3 030-01 N2 030-01 S2 030 | RATP        | Operativo                         | 2                          |
| 031              | 01 S1 031-01 N1 031-01 N3 031-01 N2 031-01 S2 031 | RATP        | Operativo                         | 2                          |
| 032              | 01 S1 032-01 N1 032-01 N3 032-01 N2 032-01 S2 032 | RATP        | Operativo                         | 2                          |
| 033              | 01 S1 033-01 N1 033-01 N3 033-01 N2 033-01 S2 033 | RATP        | Operativo                         | 2                          |
| 034              | 01 S1 034-01 N1 034-01 N3 034-01 N2 034-01 S2 034 | RATP        | Operativo                         | 2                          |
| 035              | 01 S1 035-01 N1 035-01 N3 035-01 N2 035-01 S2 035 | RATP        | Operativo                         | 2                          |
| 036              | 01 S1 036-01 N1 036-01 N3 036-01 N2 036-01 S2 036 | RATP        | Operativo                         | 2                          |
| 037              | 01 S1 037-01 N1 037-01 N3 037-01 N2 037-01 S2 037 | RATP        | Operativo                         | 2                          |
| 038              | 01 S1 038-01 N1 038-01 N3 038-01 N2 038-01 S2 038 | RATP        | Operativo                         | 2                          |
| 039              | 01 S1 039-01 N1 039-01 N3 039-01 N2 039-01 S2 039 | RATP        | Operativo                         | 2                          |
| 040              | 01 S1 040-01 N1 040-01 N3 040-01 N2 040-01 S2 040 | RATP        | Operativo                         | 2                          |
| 041              | 01 S1 041-01 N1 041-01 N3 041-01 N2 041-01 S2 041 | RATP        | Operativo                         | 2                          |
| 042              | 01 S1 042-01 N1 042-01 N3 042-01 N2 042-01 S2 042 | RATP        | Operativo                         | 2                          |
| 043              | 01 S1 043-01 N1 043-01 N3 043-01 N2 043-01 S2 043 | RATP        | Operativo                         | 2                          |
| 044              | 01 S1 044-01 N1 044-01 N3 044-01 N2 044-01 S2 044 | RATP        | Operativo                         | 2                          |
| 045              | 01 S1 045-01 N1 045-01 N3 045-01 N2 045-01 S2 045 | RATP        | Operativo                         | 2                          |
| 046              | 01 S1 046-01 N1 046-01 N3 046-01 N2 046-01 S2 046 | RATP        | Operativo                         | 5                          |
| 047              | 01 S1 047-01 N1 047-01 N3 047-01 N2 047-01 S2 047 | RATP        | Operativo                         | 5                          |
| 048              | 01 S1 048-01 N1 048-01 N3 048-01 N2 048-01 S2 048 | RATP        | Operativo                         | 5                          |
| 049              | 01 S1 049-01 N1 049-01 N3 049-01 N2 049-01 S2 049 | RATP        | Operativo                         | 5                          |
| 050              | 01 S1 050-01 N1 050-01 N3 050-01 N2 050-01 S2 050 | RATP        | Operativo                         | 5                          |
| 051              | 01 S1 051-01 N1 051-01 N3 051-01 N2 051-01 S2 051 | RATP        | Operativo                         | 5                          |
| 052              | 01 S1 052-01 N1 052-01 N3 052-01 N2 052-01 S2 052 | RATP        | Operativo                         | 5                          |
| 053              | 01 S1 053-01 N1 053-01 N3 053-01 N2 053-01 S2 053 | RATP        | Operativo                         | 5                          |
| 054              | 01 S1 054-01 N1 054-01 N3 054-01 N2 054-01 S2 054 | RATP        | Operativo                         | 5                          |
| 055              | 01 S1 055-01 N1 055-01 N3 055-01 N2 055-01 S2 055 | RATP        | Operativo                         | 5                          |
| 056              | 01 S1 056-01 N1 056-01 N3 056-01 N2 056-01 S2 056 | RATP        | Operativo                         | 5                          |
| 057              | 01 S1 057-01 N1 057-01 N3 057-01 N2 057-01 S2 057 | RATP        | Operativo                         | 5                          |
| 058              | 01 S1 058-01 N1 058-01 N3 058-01 N2 058-01 S2 058 | RATP        | Operativo                         | 5                          |
| 059              | 01 S1 059-01 N1 059-01 N3 059-01 N2 059-01 S2 059 | RATP        | Operativo                         | 5                          |
| 060              | 01 S1 060-01 N1 060-01 N3 060-01 N2 060-01 S2 060 | RATP        | Operativo                         | 5                          |
| 061              | 01 S1 061-01 N1 061-01 N3 061-01 N2 061-01 S2 061 | RATP        | Operativo                         | 5                          |
| 062              | 01 S1 062-01 N1 062-01 N3 062-01 N2 062-01 S2 062 | RATP        | Operativo                         | 5                          |
| 063              | 01 S1 063-01 N1 063-01 N3 063-01 N2 063-01 S2 063 | RATP        | Operativo                         | 5                          |
| 064              | 01 S1 064-01 N1 064-01 N3 064-01 N2 064-01 S2 064 | RATP        | Operativo                         | 5                          |
| 065              | 01 S1 065-01 N1 065-01 N3 065-01 N2 065-01 S2 065 | RATP        | Operativo                         | 5                          |
| 066              | 01 S1 066-01 N1 066-01 N3 066-01 N2 066-01 S2 066 | RATP        | Operativo                         | 5                          |
| 067              | 01 S1 067-01 N1 067-01 N3 067-01 N2 067-01 S2 067 | RATP        | Operativo                         | 5                          |
| 068              | 01 S1 068-01 N1 068-01 N3 068-01 N2 068-01 S2 068 | RATP        | Operativo                         | 5                          |
| 069              | 01 S1 069-01 N1 069-01 N3 069-01 N2 069-01 S2 069 | RATP        | Operativo                         | 5                          |
| 070              | 01 S1 070-01 N1 070-01 N3 070-01 N2 070-01 S2 070 | RATP        | Operativo                         | 5                          |
| 071              | 01 S1 071-01 N1 071-01 N3 071-01 N2 071-01 S2 071 | RATP        | Operativo                         | 5                          |
| 072              | 01 S1 072-01 N1 072-01 N3 072-01 N2 072-01 S2 072 | RATP        | Operativo                         | 5                          |
| 073              | 01 S1 073-01 N1 073-01 N3 073-01 N2 073-01 S2 073 | RATP        | Operativo                         | 5                          |
| 074              | 01 S1 074-01 N1 074-01 N3 074-01 N2 074-01 S2 074 | RATP        | Operativo                         | 5                          |
| 075              | 01 S1 075-01 N1 075-01 N3 075-01 N2 075-01 S2 075 | RATP        | Operativo                         | 5                          |
| 076              | 01 S1 076-01 N1 076-01 N3 076-01 N2 076-01 S2 076 | RATP        | Operativo                         | 5                          |
| 077              | 01 S1 077-01 N1 077-01 N3 077-01 N2 077-01 S2 077 | RATP        | Operativo                         | 5                          |
| 078              | 01 S1 078-01 N1 078-01 N3 078-01 N2 078-01 S2 078 | RATP        | Operativo                         | 5                          |
| 079              | 01 S1 079-01 N1 079-01 N3 079-01 N2 079-01 S2 079 | RATP        | Operativo                         | 5                          |
| 080              | 01 S1 080-01 N1 080-01 N3 080-01 N2 080-01 S2 080 | RATP        | Operativo                         | 5                          |
| 081              | 01 S1 081-01 N1 081-01 N3 081-01 N2 081-01 S2 081 | RATP        | Operativo                         | 5                          |
| 082              | 01 S1 082-01 N1 082-01 N3 082-01 N2 082-01 S2 082 | RATP        | Operativo                         | 5                          |
| 083              | 01 S1 083-01 N1 083-01 N3 083-01 N2 083-01 S2 083 | RATP        | Operativo                         | 5                          |
| 084              | 01 S1 084-01 N1 084-01 N3 084-01 N2 084-01 S2 084 | RATP        | Operativo                         | 5                          |
| 085              | 01 S1 085-01 N1 085-01 N3 085-01 N2 085-01 S2 085 | RATP        | Operativo                         | 5                          |
| 086              | 01 S1 086-01 N1 086-01 N3 086-01 N2 086-01 S2 086 | RATP        | Operativo                         | 5                          |
| 087              | 01 S1 087-01 N1 087-01 N3 087-01 N2 087-01 S2 087 | RATP        | Operativo                         | 5                          |
| 088              | 01 S1 088-01 N1 088-01 N3 088-01 N2 088-01 S2 088 | RATP        | Operativo                         | 5                          |
| 089              | 01 S1 089-01 N1 089-01 N3 089-01 N2 089-01 S2 089 | RATP        | Operativo                         | 5                          |
| 090              | 01 S1 090-01 N1 090-01 N3 090-01 N2 090-01 S2 090 | RATP        | Operativo                         | 5                          |
| 091              | 01 S1 091-01 N1 091-01 N3 091-01 N2 091-01 S2 091 | RATP        | Operativo                         | 5                          |
| 092              | 01 S1 092-01 N1 092-01 N3 092-01 N2 092-01 S2 092 | RATP        | Operativo                         | 5                          |
| 093              | 01 S1 093-01 N1 093-01 N3 093-01 N2 093-01 S2 093 | RATP        | Operativo                         | 5                          |
| 094              | 01 S1 094-01 N1 094-01 N3 094-01 N2 094-01 S2 094 | RATP        | Operativo                         | 5                          |
| 095              | 01 S1 095-01 N1 095-01 N3 095-01 N2 095-01 S2 095 | RATP        | Operativo                         | 5                          |
| 096              | 01 S1 096-01 N1 096-01 N3 096-01 N2 096-01 S2 096 | STIF/RATP   | Operativo                         | 9                          |
| 097              | 01 S1 097-01 N1 097-01 N3 097-01 N2 097-01 S2 097 | STIF/RATP   | Operativo                         | 9                          |
| 098              | 01 S1 098-01 N1 098-01 N3 098-01 N2 098-01 S2 098 | STIF/RATP   | Operativo                         | 9                          |
| 099              | 01 S1 099-01 N1 099-01 N3 099-01 N2 099-01 S2 099 | STIF/RATP   | Operativo                         | 9                          |
| 100              | 01 S1 100-01 N1 100-01 N3 100-01 N2 100-01 S2 100 | STIF/RATP   | In preparazione                   | 9 (dopo i lavori)          |
| 101              | 01 S1 101-01 N1 101-01 N3 101-01 N2 101-01 S2 101 | STIF/RATP   | In collaudo sulla linea 5         | 9 (dopo i collaudi)        |
| 102              | 01 S1 102-01 N1 102-01 N3 102-01 N2 102-01 S2 102 | STIF/RATP   | In collaudo sulla linea 5         | 9 (dopo i collaudi)        |
| 103              | 01 S1 103-01 N1 103-01 N3 103-01 N2 103-01 S2 103 | STIF/RATP   | In collaudo sulla linea 5         | 9 (dopo i collaudi)        |
| 104              | 01 S1 104-01 N1 104-01 N3 104-01 N2 104-01 S2 104 | STIF/RATP   | In collaudo sulla linea 5         | 9 (dopo i collaudi)        |

## Nome
Se la RATP designa i treni come MF 2000, il fabbricante li nomina MF 01.
De facto i MF 2000 sono immatricolati con la formula 01 XX XXX, di cui il numero 01 indica il modello di treno, il cui nome esatto è dunque proprio MF 01, in prosecuzione della numerazione tipica dei treni metropolitani parigini (MF 67, MF 77 ecc.).

## Caratteristiche

### Ecologia
Grande attenzione nello sviluppo del MF 2000 è stata posta nella riduzione dei consumi di energia..
In rapporto ai treni più vetusti, il MF 2000 consuma il 30% di energia in meno, grazie soprattutto a una trazione più efficiente e al freno a recupero d'energia.
La velocità di servizio limitata a 70 km/h ha permesso di ottimizzare le dimensioni del gruppo motopropulsore, permettendo un maggior risparmio di energia alle basse velocità generalmente tenute.

### Aspetto esterno
Il design del MF 01 è stato studiato dal centro grafico Avant Première, molto attivo nel campo ferroviario, che ha vinto il concorso bandito dalla RATP. La linea ricorda quella dei tram Citadis e rompe decisamente con gli altri convogli di ultima generazione RATP, gli MP 89 e MP 05.

### Interno

#### Sicurezza
Come sugli ultimi treni prodotti (MP 89 e MF 88), il MF 2000 fa largo uso di sistemi di sicurezza computerizzati.
L'apertura delle porte è automatica e controllata da un sistema posizionato a terra che invia un segnale specifico ai recettori a bordo del treno.
A somiglianza dei MP 89 ogni carrozza è dotata di interfono col posto guida, che permette ai passeggeri di contattare il macchinista in caso di necessità.
I treni sono altresì dotati di un sistema di videosorveglianza collegato col posto guida: il macchinista ha così una panoramica completa di ciò che accade a bordo e all'occorrenza può chiamare i posti di controllo per richiedere assistenza. Tale sistema si trova anche sui Citadis 402 che circolano sulle tramvie dell'Île-de-France.

#### Comfort

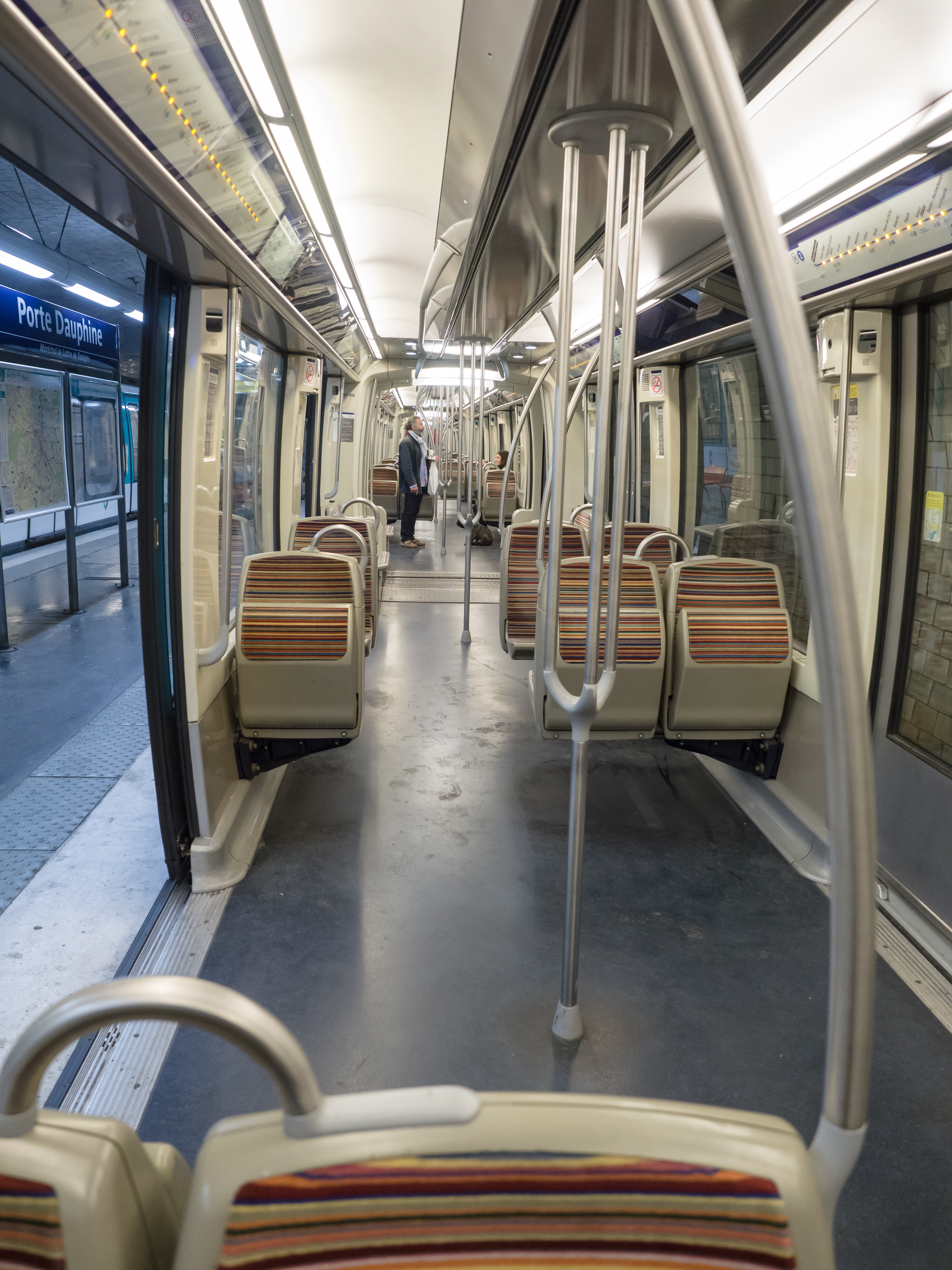
Interno del treno sperimentale. Si notano i sedili montati longitudinalmente, poi mai usati in servizio.

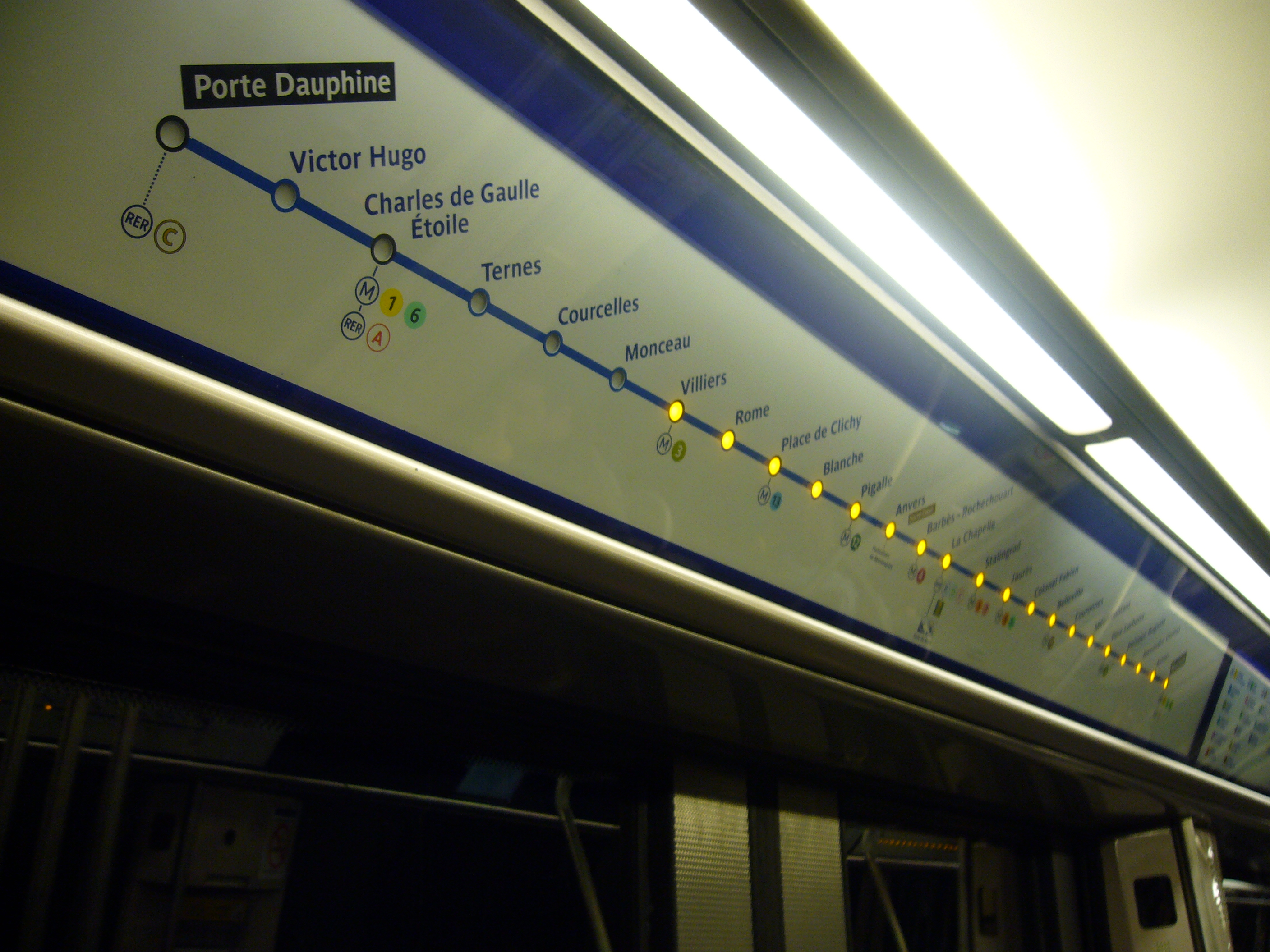
Cartello dinamico con la mappa della linea presente sui treni: ogni volta che viene raggiunta una stazione, si spegne il led corrispondente.

Sul treno sperimentale sono state testate varie disposizioni di sedili: 2 + 2 (classica), 2 + 1 (come per i MP 89 CA) e 4 + 4 (sedili montati longitudinalmente come i MF 67 della linea 3). La configurazione scelta è stata la 2 + 1. La larghezza dei sedili è stata portata a 49 cm rispetto ai canonici 45 cm dopo alcune simulazioni endoscopiche realizzate con dei manichini. Ciò è stato fatto in previsione del progressivo aumento di statura dei passeggeri.
La RATP ha implementato sui MF 2000 l'intercircolazione tra le carrozze di tipo MP 89, ritenuta la più versatile ed efficace. Tale sistema non è troppo diverso da quello dei MP 89 CC della linea 1, ma presenta una minore flessibilità (a causa delle curve meno strette che si trova ad affrontare).
Come il MP 89, il MF 2000 presenta il pianale ribassato, in modo tale che le porte siano il più allineate possibile al marciapiede, per facilitare l'accesso ai disabili.
Il MF 2000 imbarca un sistema di annunci audiovisivi ai passeggeri, presente anche sui MF 67 rinnovati della linea 3 e sui MF 77 rinnovati della linea 13. Il sistema audio annuncia ai passeggeri il nome delle stazioni, il lato di apertura delle porte e la destinazione; il sistema visivo consiste in alcune mappe delle linee posizionate sopra le porte, con un led per ogni stazione da attraversare: ogni volta che viene raggiunta una stazione, se ne spegne uno.
Alcuni convogli sono dotati di un innovativo impianto di ventilazione refrigerata, dai consumi più blandi rispetto a un normale climatizzatore.
I MF 2000 sono ampiamente dotati di mancorrenti e maniglie per i passeggeri in piedi; la larghezza delle porte inoltre consente la salita e la discesa simultanea dei passeggeri, riducendo i tempi di fermata in stazione.
Grande sforzo è stato altresì fatto dalla RATP per migliorare l'illuminazione a bordo delle carrozze. Allo scopo sono state impiegate luci di diversi colori, allo scopo di evitare di affaticare troppo gli occhi.
Dal punto di vista della rumorosità, il MF 2000 era stato annunciato come il treno più silenzioso della RATP. All'interno il rumore oscilla tra 67 e 68 dB(A) alla velocità di servizio di 70 km/h, con una riduzione di 2 dB rispetto ai MF 77. Tuttavia lo sferragliare dei treni e lo stridore delle frenate è rimasto un tasto dolente per chi si trova nei pressi della linea.

#### Guida

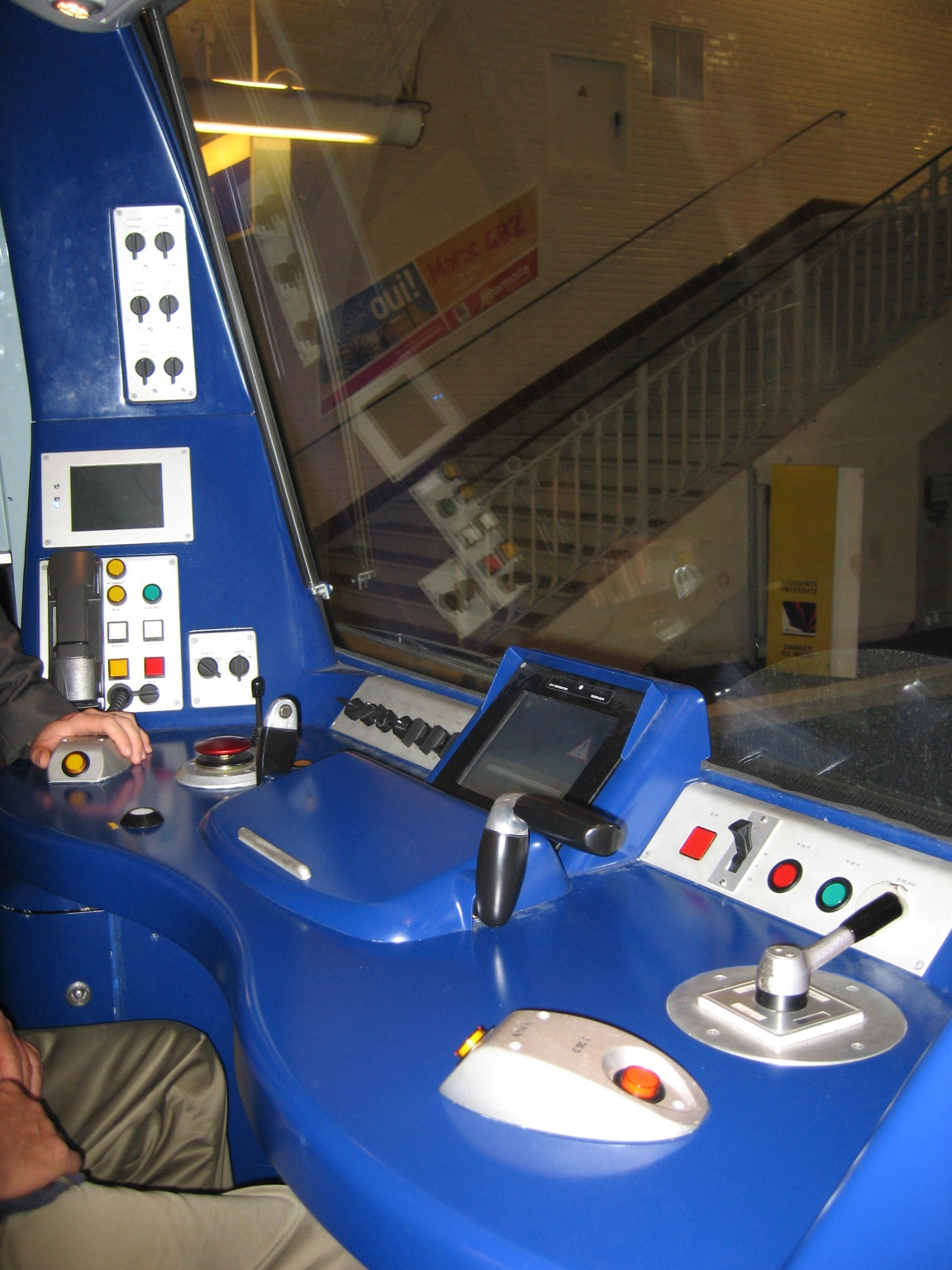
Cabina di guida

Il posto guida del MF 01 presenta un design ergonomico e studiato su indicazione dei macchinisti stessi. In particolare sono previsti:
- possibilità di guida sia seduti che in piedi;
- comandi ambidestri;
- sistema lavavetri per rimuovere le incrostazioni saline dal parabrezza;
- poggiapiedi regolabili in altezza.

### Scheda tecnica

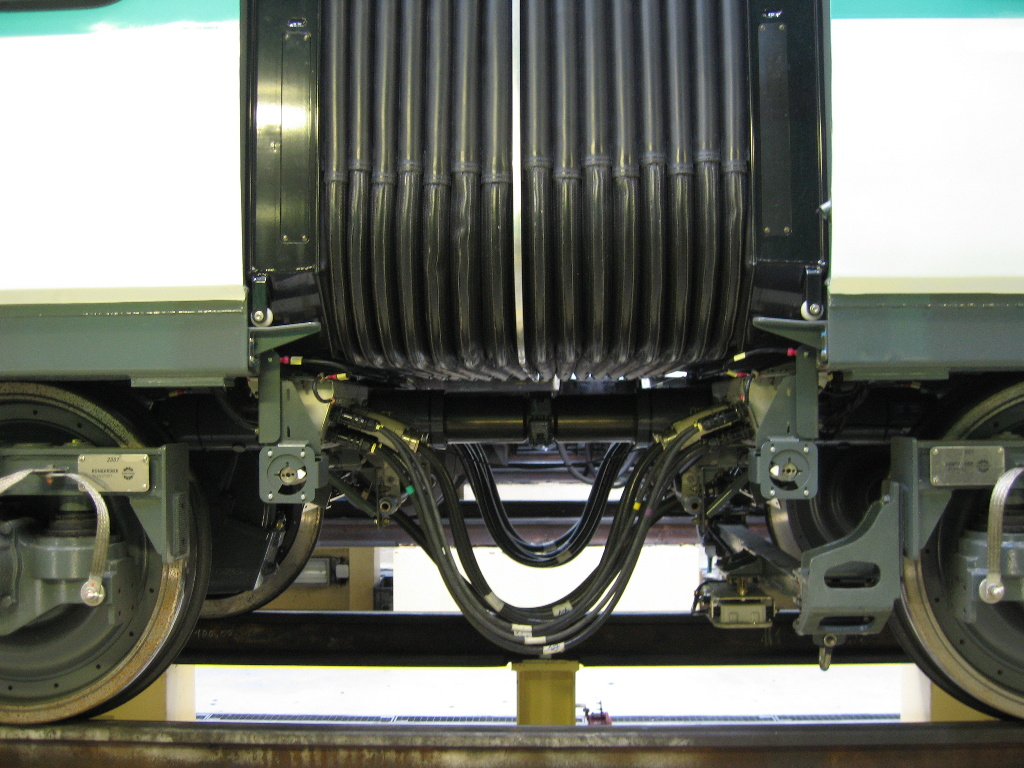
Intercircolazione tra le carrozze

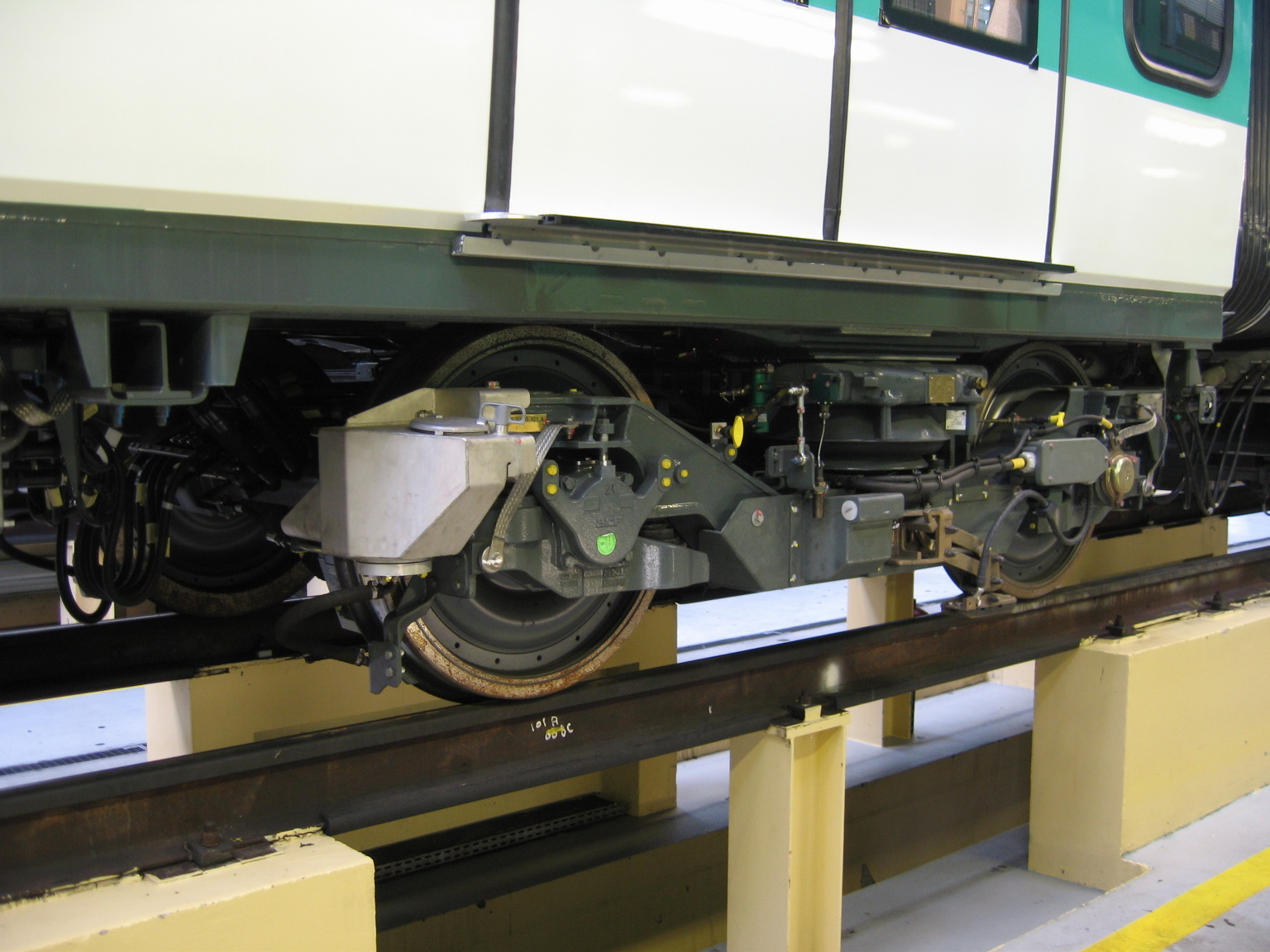
Carrello

- Composizione: tre motrici e due rimorchi semipilota (S1-N1-N3-N2-S2)
- Massa a vuoto: 125,7 t
- Lunghezza di un treno: 75,80 m
- Lunghezza di una motrice: 14,80 m
- Lunghezza di un rimorchio: 15,70 m
- Larghezza: 2,40 m
- Altezza: 3,444 m
- Quota del piano di calpestio: 1,015 m
- Carrozzeria: acciaio
- Numero di passeggeri per convoglio: 581 in configurazione « confort » (4 persone/m²) e 1000 in configurazione « surcharge » (8 persone/m²)[13]
- Carrelli: tipo classico
- Sospensioni: primarie coniche in gomma e metallo; secondarie pneumatiche
- Diametro ruota:  830 millimetri
- Peso per asse: 10,3 t
- Massa per carrello: 5,5 t per la motrice, 3,75 t peri rimorchi
- Impianto frenante: 1 freno pneumatico-meccanico per carrozza + 1 freno elettrico a recupero d'energia + 1 freno di stazionamento.
- Alimentazione: 750 volt CC tramite terza rotaia
- Motorizzazione: due motori asincroni da 150 kW l'uno autoventilati per carrello (totale 1800 kW)
- Trazione: ONIX / Agate
- Velocità massima: 70 km/h
- Accelerazione: 0,90 m/s2 (da 0 a 30 km/h)
- Decelerazione:
  - regolare: 1 m/s2 - d'urgenza: 1,3 m/s2
- Porte: sei per vagone, scorrevoli, automatiche
- Intercircolazione tra le vetture: 1,9 m (larghezza) x 2 m (altezza)
- Ventilazione refrigerata: 2280 m3/h per carrozza
- Altre dotazioni: impianto per annunci audiovisivi ai passeggeri